# Garpsdalsfjall
Garpsdalsfjall är ett berg i republiken Island. Det ligger i regionen Västfjordarna, 150 km norr om huvudstaden Reykjavík. Toppen på garpsdalsfjall är 479 meter över havet.
Trakten runt Garpsdalsfjall är nära nog obefolkad, med mindre än två invånare per kvadratkilometer. Närmaste större samhälle är Reykhólar, omkring 18 kilometer väster om Garpsdalsfjall. Trakten runt Garpsdalsfjall består i huvudsak av gräsmarker.